# Municipio de Telchac Puerto
El municipio de Telchac Puerto es uno de los 106 municipios del estado mexicano de Yucatán. Su cabecera municipal es la localidad homónima de Telchac Puerto.

## Toponimia
El nombre del municipio, Telchac, significa en lengua maya La lluvia necesaria. Deriva de las voces Tel, indispensable o necesario y chaac, lluvia o agua.

## Colindancia

### Límites municipales
Tiene límites administrativos con los siguientes municipios y/o accidentes geográficos, según su ubicación:
|               | Norte: Golfo de México |                         |
| Oeste: Dzemul |                        | Este: Sinanché          |
|               | Sur: Dzemul            | Sureste: Telchac Pueblo |

## Datos históricos
Se estima que la fundación de la cabecera se da después de la conquista, y evoluciona a partir de 1821, cuando Yucatán se alcanza su independencia de España.
En 1825 Telchac Puerto se integró al partido de la Costa con cabecera en Izamal.
En 1843 desembarcó en Telchac el coronel Peña y Barragán al mando de tropas centralistas para vencer a los separatistas que se congregaban en Campeche y que habían ofrecido fuerte resistencia a los federales.
- 1922: Felipe Carrillo Puerto, gobernador del estado de Yucatán promueve la construcción del camino que va de Motul hasta el puerto de Telchac.

- 1927: Telchac Puerto, perteneciente a la jurisdicción municipal de Telchac Pueblo, del Departamento de Motul, se erigió en municipio libre.

- 1932: Toda vez que los dos municipios se denominaban Telchac, se añadieron a sus nombres los apelativos de Pueblo y Puerto, quedando uno como Telchac Pueblo y el otro como Telchac Puerto. El 7 de julio de ese mismo año el punto ubicado en la costa, denominado “Miramar”, pasa a formar parte del municipio de Telchac Puerto.

## Economía
La pesca, el turismo y la agricultura son las principales actividades económicas. Este municipio fue parte de la zona henequenera de Yucatán y su producción de henequén relativamente importante. Al declinar esta actividad, la pesca y el turismo han tomado mayor importancia.

## Atractivos turísticos
- Arquitectónicos:
  - Existe una capilla dedicada a San Juan de Dios que fue construida en el siglo XVII

- Arqueológicos:
  - Hay dos pequeños yacimientos con vestigios mayas, Xcambó y Misnay

- Fiestas populares:
  - El día 13 de noviembre es el día en el que se celebra al santo patrono de Telchac Puerto, San Diego de Alcalá, durante la festividad se realiza la tradicional  vaquería, se hacen procesiones religiosas, gremios y demás actividades que rinden honor al patrono de este Puerto.